# Турчинов Олександр Валентинович
Олекса́ндр Валенти́нович Турчи́нов (нар. 31 березня 1964, Дніпропетровськ) — український політик, державний діяч, бізнесмен, вчений-економіст, письменник, сценарист та релігійний діяч.
11-й Секретар РНБО (2014—2019). 7-й голова Служби безпеки України (4 лютого— 8 вересня 2005). Народний депутат України (1998—2014). Доктор економічних наук, професор, член Спілки письменників України (від 2007 р.). З 22 лютого до 27 листопада 2014 — Голова Верховної Ради України. Також з 23 лютого по 7 червня 2014 року — виконувач обов'язків Президента України. Перший віцепрем'єр-міністр в уряді Юлії Тимошенко. Кандидат на пост мера Києва (2008).
Фактично в цей період Олександр Турчинов об'єднав посади очільника Парламенту (Голова Верховної Ради), функцію президентської влади (в.о. Президента), військової влади (Верховний Головнокомандувач), Голови Ради національної безпеки і оборони держави, а також керівника уряду (у формальному статусі координатора Кабінету Міністрів до моменту затвердження першого уряду Арсенія Яценюка 27 лютого). Таким чином, його можна вважати особою, що де-юре сконцентрувала найбільші в новій історії України державно-керівні повноваження.
У день інавгурації новообраного Президента Петра Порошенка 7 червня 2014 року Турчинов передав президентську і військову владу своєму наступнику.

## Коротка біографія
Народився 31 березня 1964 року в місті Дніпропетровськ. Батько — Валентин Іванович — працівник фізкультурно-спортивного клубу «Локомотив», майстер спорту Радянського Союзу з волейболу.

### Освіта
Перша вчителька — Віра Гордієнко. Освіта вища, у 1986 році з відзнакою закінчив технологічний факультет Дніпропетровського металургійного інституту, спеціальність — обробка металів (інженер). Дипломний проєкт — розробка та впровадження технології виробництва нових арматурних профілів. Кандидатська дисертація «Методичне забезпечення і механізм реформування та оптимізації оподаткування в сучасних економічних умовах» (1995). Докторська дисертація «Тіньова економіка (методологія дослідження та механізми функціонування)» (1997).

## Політична кар'єра

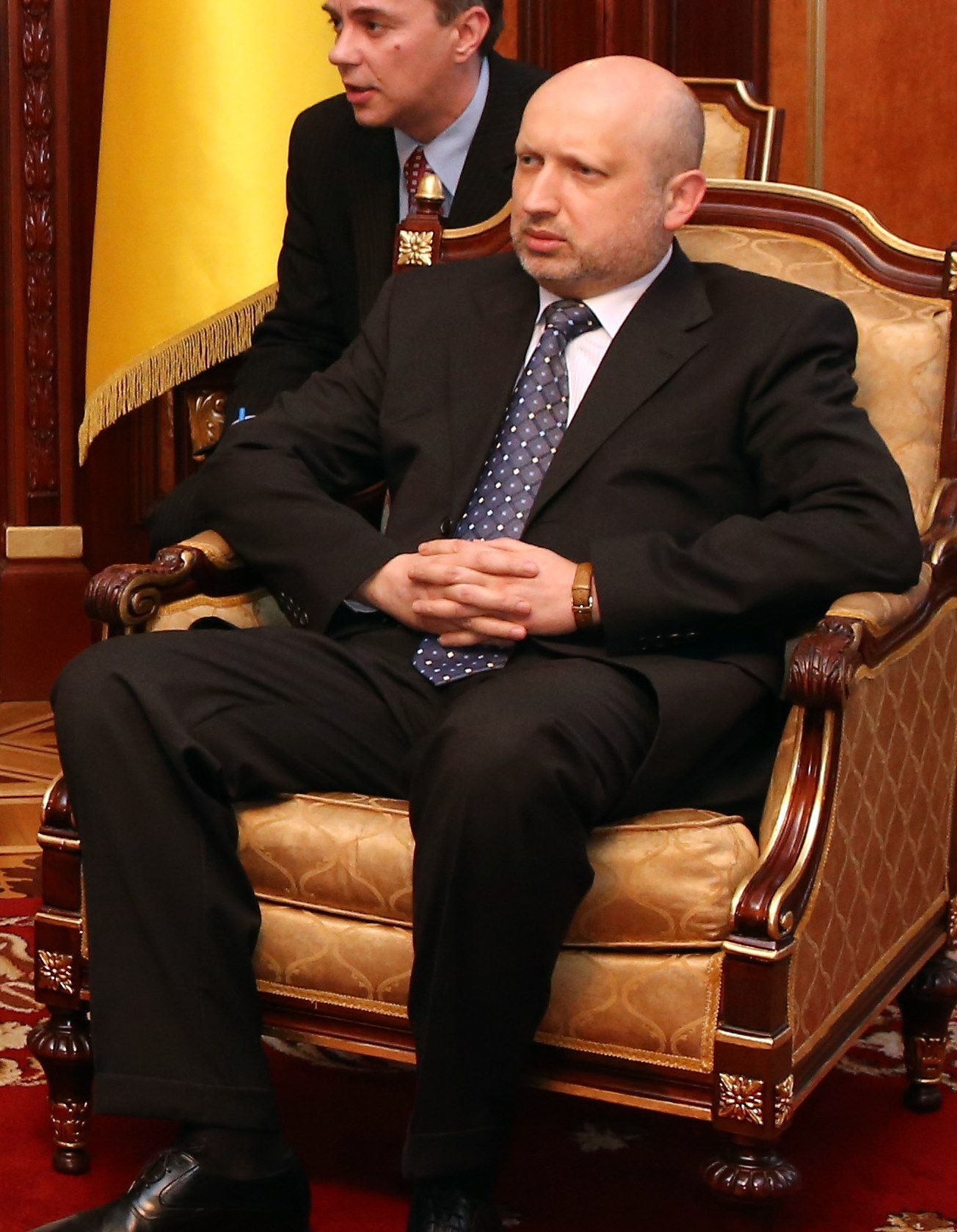
В.о. Президента України Олександр Турчинов 2014 року

1987—1990 роки — секретар райкому комсомолу, потім завідувач відділу агітації і пропаганди Дніпропетровського обкому комсомолу. Виступив одним з координаторів Демократичної платформи в КПРС, що агітувала за оновлення, децентралізацію Компартії, за що і позбувся партквитка.
Трудовий шлях розпочав на комбінаті «Криворіжсталь» (понад рік).
У 1990—1991 роках — головний редактор Українського відділення інформаційного агентства УНА-прес АПН. 1991 року очолює Інститут міжнародних зв'язків, економіки, політики і права, 1992 року призначений на посаду голови Комітету з роздержавлення і демонополізації виробництва Дніпропетровської обласної державної адміністрації.
1993 року призначений радником прем'єр-міністра України Леоніда Кучми з питань мікроекономіки. Леонід Кучма лобіює його кандидатуру під час дискусії про лідерство в об'єднанні «Нова Україна», але його активісти віддають перевагу Володимиру Гриньову. Цьогоріч за участю Турчинова створюється партія Всеукраїнське об'єднання «Громада», а він стає її лідером. Щоправда, особливої активності ця організація не виявляє. А сам Турчинов поєднує головування у «Громаді» з науковою роботою. 1994 року він обіймає посаду генерального директора Інституту економічних реформ, завідувача лабораторії дослідження тіньової економіки Інституту Росії НАН України.
1997 року Олександр Турчинов зближується з керівницею корпорації ЄЕСУ Юлією Тимошенко, яка на той час вже отримала мандат народного депутата й почала виявляти інтерес до партійних проєктів. Турчинов навіть погоджується поступитися своїм лідерством у «Громаді» — з'являються чутки, що в партії буде дві співголови — Юлія Тимошенко та Олександр Єльяшкевич. Проте у вересні 1997 року доволі несподівано головою «Громади» обирають Павла Лазаренка, який тільки-но пішов у відставку і потребував партійного майданчика для опозиційної діяльності.
1998 року Турчинов обраний народним депутатом — за партійним списком «Громади». У березні 1999 року вийшов із керівництва партії внаслідок конфлікту з Лазаренком, у травні — з фракції. У липні, разом з Тимошенко, створив нову партію — Всеукраїнське об'єднання «Батьківщина».

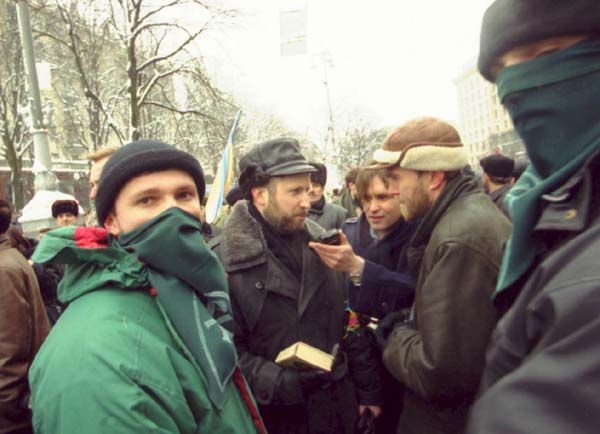
Олександр Турчинов під час акції «Україна без Кучми»

Після призначення партійного лідера віцепрем'єром в уряді Віктора Ющенка, очолив фракцію «Батьківщини» й парламентський Комітет з питань бюджету. Як голова Комітету виступив автором кардинальної бюджетної реформи та був одним із співавторів Бюджетного кодексу. Після переходу партії до опозиції став одним з фундаторів Форуму національного порятунку (ФНП).
2002 року повторно обраний народним депутатом України за списком «Блоку Юлії Тимошенко». Був уповноваженим представником фракції та членом Комітету з питань Регламенту, депутатської етики та забезпечення діяльності Верховної Ради України.
Активно долучався до масштабних протестних акцій «Повстань, Україно!» у 2002—2003 рр.
2004 року — один з лідерів Помаранчевої революції. Саме Олександр Турчинов очолює виконком із забезпечення координації акції громадянського протесту під час подій на Майдані. Також був одним із заступників керівника виборчого штабу Віктора Ющенка.
У лютому — вересні 2005 року обіймав посаду Голови Служби безпеки України. У рамках загального реформування апарату управління країною він мав завдання реформувати СБУ, створивши на її базі дві структури з одним підпорядкуванням — національну розвідку й національне бюро розслідувань. У ведення національного бюро розслідувань планувалося передати контррозвідку й усі питання, дотичні до державної безпеки. Також на цій посаді вперше в Україні ініціював розслідування діяльності газової мафії в Україні. Звільнився з неї за власним бажанням — після відставки уряду Тимошенко.
На парламентських виборах 2006 року знову стає народним депутатом. У Верховній Раді 5-го скликання був заступником голови фракції БЮТ та вдруге обирається членом регламентного комітету ВРУ.
23 травня 2007 року указом президента Віктора Ющенка призначений першим заступником Секретаря Ради національної безпеки та оборони України.
Утретє обраний народним депутатом на дострокових парламентських виборах 2007 року.
Перший віцепрем'єр-міністр України (19 грудня 2007 — 11 березня 2010).
У травні 2008 року брав участь у виборах Київського міського голови, де посів друге місце.
З 12 грудня 2012 — народний депутат України 7-го скликання від партії Всеукраїнське об'єднання «Батьківщина», № 4 в списку. Член Комітету Верховної Ради з питань інформатизації та інформаційних технологій.

### Після перемоги Євромайдану: В.о. Президента України
22 лютого 2014 року обраний на посаду голови Верховної Ради України.
Того ж дня поновив депутатський мандат лідеру проросійської партії «Родіна» Ігорю Маркову, який знаходився під вартою за підозрою у хуліганстві — побитті учасників акції протесту в Одесі.
Конституція України (стаття 112) визначає, що в разі дострокового припинення повноважень Президента України виконання обов'язків Президента України покладається на Голову Верховної Ради України.
З 23 лютого до 7 червня Турчинов був виконувачем обов'язків Президента України.
За словами Турчинова, він «не прагнув цих посад і після відновлення виконавчої влади, якій буде довіряти народ, готовий відразу ж подати у відставку».
З 25 лютого Турчинов уповноважений підписувати закони України до обрання нового Президента. Також він почав підписувати президентські укази. Перший Указ Турчинова — «Про призначення О. Махніцького виконувачем обов'язків Генерального прокурора України». Не підписав Постанови Верховної Ради про відміну закону Колеснікова—Ківалова.
З 26 лютого до 7 червня — Верховний Головнокомандувач Збройних Сил України.
Відразу після обрання головою Верхової Ради наказав перекрити кордон. Після втечі Віктора Януковича до Криму відправив туди групу спецназу з 10 осіб.
15 березня підписав закон про створення Національної гвардії України.
Під час правління Турчинова почався процес заборони Комуністичної партії. Розпочато АТО в Донецькій та Луганській областях. Від терористів звільнено північ Луганської, північ, захід та південь Донецької області.
Верховна Рада ухвалила низку необхідних законів для запровадження безвізового режиму з Євросоюзом.
Україні вдалося уникнути дефолту, який пророкували майже всі експерти.
Почалося реформування силових структур. Звільнено десятки тисяч працівників МВС, деморалізованих, або не здатних виконувати свої конституційні обов'язки.
Розпочато Конституційну реформу в частині децентралізації влади та збільшення повноважень органів місцевого самоврядування.

### Подальша політична кар'єра
10 вересня 2014 на з'їзді партії «Народний фронт» разом із командирами добровольчих батальйонів був включений до Військової ради — спеціального органу, який розроблятиме пропозиції по обороноздатності України.
На позачергових виборах до Верховної ради 2014 року обраний народним депутатом України за партійним списком (№ 3 у списку) від Народного фронту.
15 грудня 2014 року призначений Секретарем Ради національної безпеки і оборони України
10 лютого 2015 року керував наступом сил АТО під Маріуполем, коли українські бійці звільнили від бойовиків 5 населених пунктів, у тому числі й Широкине. 12 лютого Президент Порошенко підписав мінські угоди.
17 травня 2019 року секретар Ради національної безпеки і оборони (РНБО) України Олександр Турчинов подав у відставку.
Під час місцевих виборів 2020 очолював виборчий штаб партії «Європейська Солідарність».

## Нагороди
- Орден князя Ярослава Мудрого V ст. (2 травня 2018) — за визначний особистий внесок у розвиток оборонно-промислового потенціалу України, створення сучасних зразків ракетного озброєння[23]
- Відзнака Президента України — ювілейна медаль «25 років незалежності України» (22 серпня 2016) — за значні особисті заслуги у становленні незалежної України, утвердженні її суверенітету та зміцненні міжнародного авторитету, вагомий внесок у державне будівництво, соціально-економічний, культурно-освітній розвиток, активну громадсько-політичну діяльність, сумлінне та бездоганне служіння Українському народу[24]
- Відзнака Міністерства оборони України «Вогнепальна зброя» (31 березня 2015; 7,63 мм пістолет «Маузер» K-96 № 645815 у комплекті з 105 патронами) — за визначні заслуги в забезпеченні обороноздатності України, зміцненні національної безпеки, зразкове виконання службового обов'язку та виявлені при цьому честь і доблесть[25]

## Сім'я
- Дружина Турчинова Ганна Володимирівна (1970) — кандидат педагогічних наук, завідувач кафедри іноземних мов Національного педагогічного університету імені Михайла Драгоманова.
  - Син — Турчинов Кирило Олександрович (народ. 28.08.1992; Київ) — активіст ГО «Народний фронт молоді», 2014—2016 — військовослужбовець Національної гвардії України, аспірант Інституту законодавства Верховної Ради України, закінчив Київський національний економічний університет імені Вадима Гетьмана.[26]

## Літературна творчість
Турчинов є автором понад 100 наукових праць і монографій, присвячених дослідженням корупції, тіньової економіки, тоталітаризму. Він є автором низки художніх книг: Иллюзия страха (укр. Ілюзія страху, 2004), Свидетельство (укр. Свідоцтво, 2006),  Тайная вечеря (укр. Таємна вечеря, 2007) та  Пришествие (укр. Пришестя, 2012). За мотивами його однойменного роману 2008 року був знятий трилер «Ілюзія страху».

## Проповідницька творчість
Є проповідником євангельсько-баптистської церкви.

## Критика
Громадський рух «Чесно» критикував Олександра Турчинова за можливу причетність до корупційних дій. У 2009 Турчинова як віцепрем'єра разом із прем'єр-міністром Юлією Тимошенко звинувачували у здійсненні держзакупівель за неконкурентною схемою на 52,2 млрд гривень. Крім того, 2005 року Турчинов з 4 лютого по 7 липня суміщав депутатський мандат з посадою Голови Служби безпеки України.
Андрій Ілларіонов, ексрадник президента Росії В. Путіна, вважає, що Юлія Тимошенко, Олександр Турчинов і Арсен Аваков своєю бездіяльністю і закликами не втручатися допомогли Росії захопити Донецьк, Луганськ і окупувати Крим.
У лютому 2015 року Турчинов висловився за заборону всім суддям виїжджати за кордон до завершення процесу люстрації і «до того часу, як вони самі будуть сидіти на лаві підсудних» через те, що «судді стали адвокатами злочинців». Окремі ЗМІ розцінили це як посягання на порушення презумпції невинуватості, конституційно гарантованої кожному свободи пересування та права вільно залишати територію України.

## Цікаві факти
- У мережі Інтернет зародилось і набуло поширення іронічно-жартівливе прізвисько Турчинова — «Кривавий пастор»[33][34][35][36][37][38].
- 25 грудня 2015 року Турчинов закликав відмовитися від Юліанського календаря і святкувати Різдво 25 грудня, як і більшість європейських країн[39].

### Декларація
- Е-декларація